# Гай Меммий (квестор)
Гай Меммий (лат. Gaius Memmius; до 104 года до н. э. — 75 год до н. э., при Сегонтии, Ближняя Испания) — римский государственный деятель и военачальник из плебейского рода Меммиев, участник Серториевой войны, погибший в одном из сражений, квестор 76 года до н. э. Служил под началом Гнея Помпея Великого, своего шурина.

## Происхождение
Гай Меммий принадлежал к плебейскому роду Меммиев, представители которого занимали курульные должности, начиная с конца III века до н. э., но ни разу до 34 года до н. э. не достигали консульства. Источники упоминают ещё целый ряд Меммиев, живших в конце II — первой половине I веков до н. э., но в каком родстве с ними состоял Гай, точно не известно. Существует гипотеза, что его следует отождествить с Гаем Меммием, который был монетарием в 87 году до н. э. вместе со своим братом Луцием. В этом случае он мог быть сыном Луция Меммия, упомянутого у Цицерона как «оратор посредственный, но обвинитель сильный и беспощадный», и племянником народного трибуна 111 года до н. э. и знаменитого врага сената Гая Меммия.

## Биография
Учитывая дату квестуры, Гай Меммий должен был родиться незадолго до 104 года до н. э. Источники рассказывают о трёх эпизодах из его биографии, и все они связаны с деятельностью Гнея Помпея. В 81 году до н. э., когда Помпей по приказу Луция Корнелия Суллы, только что одержавшего победу в гражданской войне в Италии, вытеснил марианцев из Сицилии и отправился в Африку, он оставил Меммия в Сицилии в качестве наместника. Гай тогда уже был мужем его сестры.
С 76 года до н. э. Меммий в качестве квестора воевал вместе с Помпеем в Испании против Квинта Сертория. В тот момент, когда Помпей вторгся в Ближнюю Испанию из Галлии, Меммий высадился со своим отрядом в Новом Карфагене. Кроме самого факта высадки, ничего не известно. Согласно одной из гипотез, квестор двинулся на север, навстречу своему командующему, чтобы отрезать Сертория от побережья; согласно другому предположению, он был заблокирован противником в Новом Карфагене.
В следующем году Меммий действовал в составе армии Помпея. Это войско оказалось заперто противником в долине под Сегонтией и начало чувствовать острую нехватку продовольствия. Тем не менее Серторий начал сражение, ставшее крайне ожесточённым и кровопролитным. Помпеянцы потерпели поражение и потеряли 6 тысяч человек убитыми, в числе которых оказался и Гай Меммий. По словам Плутарха, это был «один из способнейших учеников Помпея».
Ещё одно сообщение источников о Гае Меммии связано с делом Луция Корнелия Бальба, одного из подзащитных Цицерона. Последний говорит о Бальбе:

…Во время труднейшей войны в Испании Луций Корнелий был под началом Квинта Метелла, под началом Гая Меммия — и во флоте, и в войсках; …с того времени, как Помпей прибыл в Испанию и назначил Гая Меммия своим квестором, Луций Корнелий никогда не покидал Гая Меммия…
— Марк Туллий Цицерон. В защиту Луция Корнелия Бальба 5.
Отсюда некоторые исследователи делают вывод, что Меммий прибыл в Испанию не в 76 году до н. э., а в 79 или 78, вместе с Квинтом ЦецилиемМетеллом Пием. Альтернативная гипотеза принадлежит Т. Моммзену, полагавшему, что речь идёт о совсем другом Гае Меммии — будущем преторе 58 года до н. э.
Предположительно сыном Гая Меммия был народный трибун 54 года до н. э. того же имени.